# آلفا لینولنیک اسید

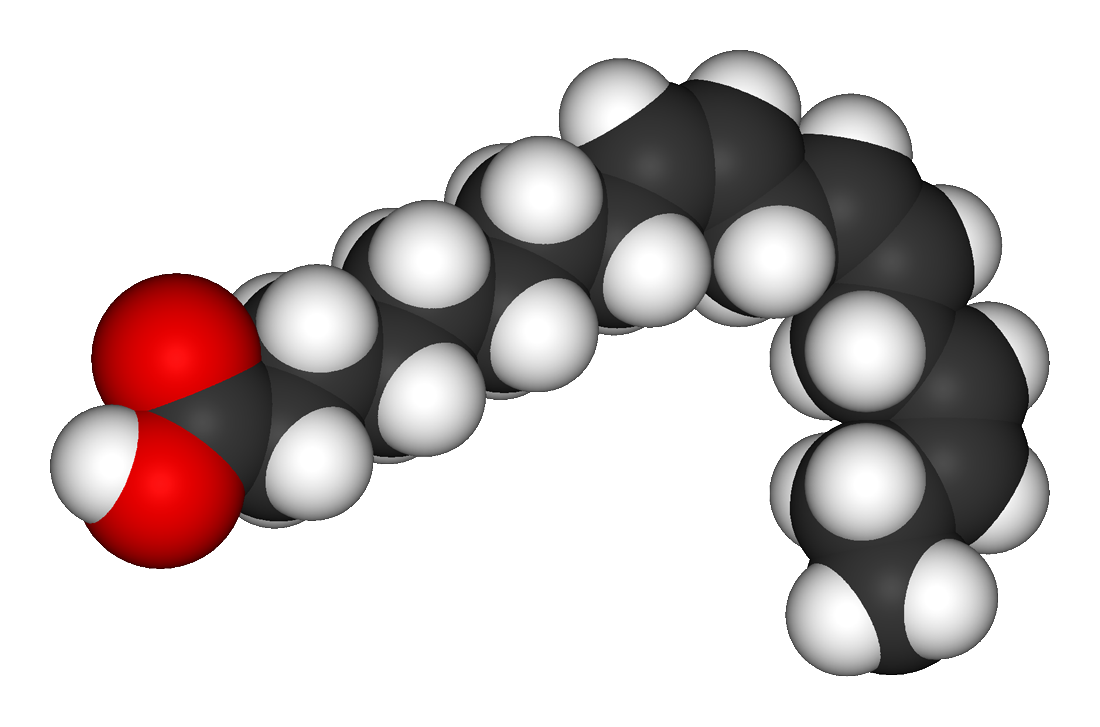
آلفا لینولنیک اسید

آلفا لینولنیک اسید یک نوع اسید چرب با چند پیوند دوگانه است. آلفا لینولنیک اسید که به اختصار ALA نامیده می‌شود، جزو خانواده اسیدهای چرب امگا ۳ به شمار می‌رود.
ALA در حقیقت یک کربوکسیلیک اسید با یک زنجیره ۱۸ کربنی و سه پیوند دوگانه cis است. ALA برای حفظ سلامتی بدن انسان ضروری است ولی چون در داخل بدن انسان تولید نمی‌شود لذا انسان مجبور است تا مقدار مورد نیازش را از طریق خوردن خوراکی‌های سرشار از ALA تأمین کند.

## خواص آلفا لینولنیک اسید
آلفا لینولنیک اسید یکی از اجزای تشکیل دهنده امگا-۳ به حساب می‌آید. ALA هم به عنوان یک منبع انرژی در بدن مصرف می‌شود و هم به عنوان یک ماده مادر نسبت به دیگر اسیدهای چرب موجود در امگا-۳ عمل می‌کند.
آلفا لینولنیک اسید برای حفظ سلامت پوست و ایجاد تعادل هورمونی مفید است.
اسیدهای چرب موجود در امگا-۳، فشارخون، انعقاد خون، ضربان قلب، پاسخ ایمنی و شکسته شدن چربی‌ها را تنظیم می‌کنند. اسیدهای چرب در ساختن بافت مغز و سلولهای دستگاه عصبی بدن انسان نیز نقش مهمی دارند.